# 勝本正晃
勝本 正晃（かつもと まさあきら、1895年5月5日 - 1993年4月17日）は、大正時代から平成時代の法学者。学位は、法学博士（東京帝国大学・論文博士・1928年）。

## 生涯[2]
東京出身。1912年京都府立第一中学校卒業。1915年第三高等学校卒業。1918年東京帝国大学法科大学独逸法律学科卒業。
1918年東京帝国大学法科大学助手（指導教員：鳩山秀夫）。1921年独・仏・米に研究留学（1923年まで）。1923年東北帝国大学法文学部助教授。1924年東北帝国大学法文学部教授となり、1928年3月3日に東京帝国大学から法学博士を受ける。1949年から京都大学法学部教授。
1951年京都大学を退官して弁護士・弁理士を開業。1951年中央大学法学部教授。東北大学名誉教授、1953年専修大学法学部教授・専修大学法学部長、1954年東京都労働委員会委員長、1966年専修大学名誉教授。愛知学院大学法学部教授、1973年愛知学院大学院法学研究科長、1977年愛知学院大学法学部客員教授。1982年愛知学院大学退職。愛知学院大学名誉教授。日本学士院会員。

## 受賞歴
- ストラウス賞（1962年）
- 勲二等瑞宝章（1966年）

## 研究領域
民法、著作権法を専攻する。特に、債権法全般、事情変更の原則、債務不履行論、使用者責任を研究。

## 家族[5]
- 父に勝本勘三郎が、女婿に団藤重光がいる。

## 著書
- 『民法に於ける事情變更の原則』有斐閣書房 1926.9初版/1971.12 復版
- 『法學挿話』日本評論社 1931.10
- 『民法研究（第1卷～第5卷）』巖松堂書店 1932.9-1974
- 『債權法總論概説』巖松堂書店 1932.2初版/ 1943.7第4次訂正版
- 『日本著作權法』巌松堂書店 1940.4
- 『物權法』弘文堂 1950.6初版/1952.1 訂正版
- 『新民法總則』弘文堂 1948初版/1952.1訂正版
- 『現代文化と著作権』雄渾社 1956.6